# لويس سواريز (لاعب كرة قاعدة)
لويس سواريز هو لاعب كرة قاعدة كوبي، ولد في 24 أغسطس 1916 في Songo – La Maya ‏ في كوبا، وتوفي في 5 يونيو 1991 في هافانا في كوبا.

## وصلات خارجية
- لويس سواريز على موقعبيزبول رفرنس.كوم (الدوري الرئيسي) (الإنجليزية)
- لويس سواريز على موقعبيزبول رفرنس.كوم (الدوري الثانوي) (الإنجليزية)